# 한국지도자육성장학재단
한국지도자육성장학재단(韓國指導者育成奬學財團, Korea Scholarship Foundation for Future Leaders ; KOSFFL)은 다양한 분야에서 자질 있는 모든 학생들에게 참여의 기회를 부여하고, 더 나아가 그들이 경제적 어려움 없이 학업에 정진할 수 있도록 지속적으로 지원하기 위해 설립된 재단법인이다. 서울특별시 서초구 서초중앙로 199 (반포동) 장학재단빌딩 302호에 위치하고 있다.

## 연혁
- 1971년 3월 15일 한국장학재단설립위원회 개최 (정부, 국회, 경제계, 교육계, 언론계 대표 등 참여)
- 1971년 3월 19일 한국장학재단 정식 출범 및 초대 홍종철 이사장 취임 (문교부 장관이 당연직 이사장 겸임)
- 1971년 6월 17일 제2대 민관식 이사장 취임 (문교부 장관이 당연직 이사장 겸임)
- 1974년 9월 18일 제3대 유기춘 이사장 취임 (문교부 장관이 당연직 이사장 겸임)
- 1976년 12월 4일 제4대 황산덕 이사장 취임 (문교부 장관이 당연직 이사장 겸임)
- 1977년 12월 20일 제5대 박찬현 이사장 취임 (문교부 장관이 당연직 이사장 겸임)
- 1979년 12월 14일 제6대 김옥길 이사장 취임 (문교부 장관이 당연직 이사장 겸임)
- 1980년 5월 22일 제7대 이규호 이사장 취임 (문교부 장관이 당연직 이사장 겸임)
- 1981년 10월 19일 제8대 조성옥 이사장 취임
- 1982년 3월 31일 한국지도자육성장학재단으로 명칭 변경 (한서, 울산, 서울 등 3개 장학법인 통합) 및 제9대 정재각 이사장 취임
- 1983년 10월 25일 제10대 전경환 이사장 취임
- 1987년 10월 5일 제11대 박지수 이사장 취임
- 1989년 10월 26일 제12대 김영식 이사장 취임
- 1990년 6월 19일 제13대 김한주 이사장 취임
- 1991년 1월 8일 제14대 김찬재 이사장 취임
- 1993년 8월 2일 제15대 박종률 이사장 취임
- 1998년 10월 26일 제16대 김병걸 이사장 취임
- 2000년 8월 17일 제17대 박상증 이사장 취임
- 2002년 10월 4일 서울특별시 서초구 반포동 사옥 마련 및 임대사업 시행
- 2004년 11월 3일 제18대 정구용 이사장 취임
- 2007년 11월 16일 제19대 여익구 이사장 취임

## 조직

### 이사장
- 기금운용위원회

### 감사

#### 사무국

##### 총무부
- 회계팀
- 총무팀

##### 장학부
- 장학지원1팀
- 장학지원2팀

## 같이 보기
- 한국장학재단
- 호국장학재단